# فوزي الشويربات
فوزي الشويربات لاعب كرة يد كويتي. وحكم دولي ولجنة حكام سابق.
```
شارك في بطولة الرجال في 
دورة الألعاب الأولمبية الصيفية عام 1980
.
[
1
]
```

## روابط خارجية
- Fawzi Al-Shuwairbat على موقع أوليمبيديا (الإنجليزية)